# Татра Т3UA3 «Каштан»
Татра Т3UA3 «Каштан» — український частково низькопідлоговий трамвай. Виробляються у вигляді машинокомплекту для подальшої модернізації трамваю Татра Т3. Для цього в місті Калуш виготовляють кузов за чеською ліцензією, а система управління замовляється в Чехії через компанію ТОВ «Політехносервіс». Всього було виготовлено 35 кузовів. що курсують в містах Київ (6 вагонів), Одеса (16 вагонів), Запоріжжя (10 вагонів) та Харків (3 вагони).

## Характеристики
Вагон є односекційним, частково низькопідлоговим, пристосований для перевезення осіб з обмеженими фізичними можливостями. Низька підлога розташована посередині вагону. Це зроблено для здешевлення виробництва і можливості використання трамвайних візків вагону Т3 під час капітального ремонту. Вагон оснащено системою управління TV Progress SLT виробництва ТОВ «Політехносервіс». Трамваї оснащено електроними маршрутними вказівниками, а також радіоінформатором. Трамваї Т3UA3 «Каштан» побудовано на основі чеських трамвайних вагонів T3R.PLF І Vario LF.

## Історія

### Київ
В 2012 році було побудовано шість трамвайних вагонів для реконструйованої лінії Лівобережного швидкісного трамваю. На вагонах використано трамвайні візки з вагонів Татра Т6B5. 25 жовтня 2012 року ці трамваї почали їздити на маршрутах № 4, № 5. Станом на 2021 рік експлуатуються на всіх маршрутах лівобережної частини Київського трамваю.

### Одеса
У 2015 році постало питання подальшого оновлення трамвайного парку міста у зв'язку з закінченням програми модернізації вагонів Т3. Щоб вирішити проблему і позбавитися старих вагонів Т3 з реостатно- контакторною системою управління, кп «Одесміськелектротранс» замовило у ТОВ «Політехносервіс» перший кузов вагону Т3UA3 для подальшої збірки. Навесні 2016 року перший трамвай було виготовлено у вагоно-ремонтних майстернях підприємства. Вагон отримав бортовий номер 2966 і в документах зазаначається як Т3 КВП-Од. Використання старих бортових номерів необхідно для оформлення збірки нових вагонів, як капітального ремонту з заміною кузова. У червні 2016 року трамвай вирушив у свій перший рейс за маршрутом № 7 в напрямку селища Котовського. Це був перший за понад 20 років новий трамвай у трамвайному депо № 2, що на Слобідці. Наступним модернізованим трамваєм став борт № 3300. На відміну від попередника, він був пофарбований вже у бренд-бук міського транспорту, також було трохи оновлено інтер'єр трамваю і встановлено нові двері. Протягом 2016 року було виготовлено 4 таких трамваї. У 2017 році дизайн трамваю знову було переглянуто і починаючи з вагону № 5015 вагони виходили з новим пластиковим дизайном салону та антивандальними сидіннями, замовлених на підприємстві МДС. На початку осені 2017 року територію ВРМ покинув 8-й вагон з номером № 3144.Десятий трамвай вийшов в кінці 2017 року з номером № 5006. Останні трамваї типу Т3UA3 «Каштан» вийшли в серпні 2018 року з номерами № 3218 і № 3297. Після того почали виготовлювати трамвай «Одіссей».

### Запоріжжя
Детальну історію виробництва трамваїв Т3UA3 «Каштан» у Запоріжжі можна дізнатися на сторінці T3UA-3-ЗП.

## Експлуатація
| Номер вагона | Номер маршруту              | Депо           | Фото | Рік будівництва | Примітки                                                             |
| ------------ | --------------------------- | -------------- | ---- | --------------- | -------------------------------------------------------------------- |
| 600          | 4, 5, 8, 22, 28, 35         | Дарницьке ТРЕД |      | 2012            | Проходив обкатку на лінії Швидкісного трамваю в депо імені Шевченка. |
| 601          | 2, 4, 8, 12, 28, 35         | Дарницьке ТРЕД |      | 2012            |                                                                      |
| 602          | 4, 5, 8, 22, 28             | Дарницьке ТРЕД |      | 2012            |                                                                      |
| 603          | 4, 5, 8, 22, 28, 29, 33, 35 | Дарницьке ТРЕД |      | 2012            |                                                                      |
| 604          | 4, 5, 8, 22, 28, 29         | Дарницьке ТРЕД |      | 2012            |                                                                      |
| 605          | 4, 5, 8, 22, 28, 29, 35     | Дарницьке ТРЕД |      | 2012            |                                                                      |

| Номер вагона | Номер маршруту                                 | Депо | Фото | Рік будівництва | Примітки |
| ------------ | ---------------------------------------------- | ---- | ---- | --------------- | --- |
| 2951         | 3, 5, 7, 10, 12, 15, 17, 21, 26, 28            | 1    |      | 2017            | На час ремонту вулиці Новощепний Ряд перебував на балансі депо №2 |
| 2962         | 3, 7, 28                                       | 1⇒2  |      | 2018            | Проходить процес відновлення після ДТП. Після завершення ремонту вагон передано на баланс депо №2 для роботи на маршруті Північ - Південь                                     |
| 2966         | 5, 7, 12, 15, 17, 22, 28                       | 2    |      | 2016            | Перший вагон даної серії в Одесі. Спочатку був пофарбований у біло-червоний колір, як аналогічні київські вагони. У 2019-му перефарбований згідно бренду міського транспорту. |
| 3144         | 3, 5, 6, 7, 10, 12, 15, 17, 18, 28             | 1    |      | 2017            | На час ремонту вулиці Новощепний Ряд перебував на балансі депо №2 |
| 3218         | 5, 7, 10, 12, 15, 17, 22, 27, 28               | 1    |      | 2018            | На час ремонту вулиці Новощепний Ряд перебував на балансі депо №2 |
| 3244         | 5, 7, 12, 15, 17, 21, 28                       | 2    |      | 2018            | |
| 3297         | 5, 7, 12, 15, 17, 21, 28                       | 2    |      | 2018            | |
| 3300         | 1, 3, 5, 7, 10, 11, 12, 15, 17, 18, 21, 22, 28 | 1⇒2  |      | 2018            | На час ремонту вулиці Новощепний Ряд перебував на балансі депо №2. З 21 червня 2022 року переведено в депо №2 на постійну основу для роботи на маршруті Північ-Південь.       |
| 4008         | 3, 5, 7, 10, 12, 15, 17, 18, 21, 28            | 1    |      | 2016            | На час ремонту вулиці Новощепний Ряд перебував на балансі депо №2 |
| 4013         | 5, 7, 10, 12, 15, 17, 28                       | 1    |      | 2018            | На час ремонту вулиці Новощепний Ряд перебував на балансі депо №2. |
| 5006         | 5, 6, 7, 8, 12, 15, 17                         | 2    |      | 2017            | |
| 5007         | 5, 7, 10, 12, 15, 17, 18, 28                   | 1⇒ 2 |      | 2017            | На час ремонту вулиці Новощепний Ряд перебував на балансі депо №2. З 21 червня 2022 року переведено в депо №2 на постійну основу для роботи на маршруті Північ-Південь.       |
| 5008         | 5, 7, 12, 15, 17, 18, 20, 28                   | 2    |      | 2016            | |
| 5009         | 5, 7, 12, 15, 17, 21, 22, 28                   | 2    |      | 2017            | |
| 5015         | 7, 10, 18                                      | 2    |      | 2017            | Не працює через ДТП, яке сталося 30 вересня 2020 року. Відновлений восени 2022 року.                                                                                          |
| 5019         | 5, 6, 7, 12, 15, 17, 21, 22, 28                | 2    |      | 2018            | |